# Johann Karl August Musäus
Johann Karl August Musäus (Jena, 29 de março de 1735 — Weimar, 28 de outubro de 1787) foi um escritor alemão de contos de fadas, lembrado por suas versões graciosas e delicadamente irônicas dos contos populares, tio do dramaturgo August von Kotzebue. Foi um dos primeiros colecionadores de histórias folclóricas alemãs, mais comemorado por seu Volksmärchen der Deutschen, uma coleção de contos de fadas alemães recontados como sátiras.

## Biografia
Nasceu em Jena em 29 de março de 1735, filho único de Joseph Christoph Musäus, um juiz. Em 1743, seu pai tornou-se conselheiro e magistrado de polícia em Eisenach, e o jovem Musäus passou a viver com seu padrinho e tio, o Dr. Johann Weißenborn, em Allstedt, que ficou encarregado de sua educação e o tratava como filho. Continuou vivendo com o tio até os dezenove anos, mesmo depois que este se tornou superintendente geral de Eisenach em 1744, mudança que o trouxe novamente para a mesma cidade que seus pais.
Musäus ingressou na Universidade de Jena em 1754 para estudar teologia cristã (provavelmente escolha de seu padrinho, e não dele), e foi admitido na alta sociedade alemã nessa época, sinal de mérito fora do comum. Recebeu um grau de mestre após os habituais três anos e meio de estudo, além do título concedido honoris causa dez anos antes, em 13 de julho de 1747, e retornou a Eisenach à espera de um cargo na Igreja, para o qual já estava habilitado. Apesar de pregar bem, não era particularmente devoto da religião e não recebeu nenhuma nomeação; quando, após vários anos, lhe foi oferecida uma vaga como pastor no interior próximo, os habitantes locais se opuseram sob o argumento de que “ele já fora visto dançando”. Isso encerrou suas esperanças de uma carreira eclesiástica, e aos vinte e cinco anos ele tornou-se autor de sátira.
De 1760 a 1762, Musäus publicou em três volumes sua primeira obra, Grandison der Zweite (Grandison o Segundo), mais tarde (em 1781–1782) reescrita e lançada com um novo título, Der deutsche Grandison (O Grandison Alemão). O objetivo do livro era satirizar o herói de Samuel Richardson, Sir Charles Grandison, que tinha muitos admiradores sentimentais no Sacro Império Romano-Germânico.
Em 1763, Musäus foi nomeado tutor dos pajens da corte em Weimar e, em 1769, tornou-se professor de Línguas Antigas e História no Wilhelm-Ernst-Gymnasium da mesma cidade. Tornou-se maçom em julho de 1776 na loja "Amalia", em Weimar, e passou a integrar a Ordem dos Iluminados da Baviera em agosto de 1783, adotando os nomes "Prisciliano" e "Dante Alighieri", e tornando-se presbítero naquele ano. Musäus também era ator amador e introduziu seu sobrinho August von Kotzebue ao teatro, atuando inclusive ao lado de Johann Wolfgang von Goethe na comédia em versos deste último, Die Mitschuldigen (1777). Devido à sua natureza sociável, era muito estimado em Weimar.
Seu segundo livro, Physiognomische Reisen, só apareceu em 1778/79. Era dirigido contra Lavater e atraiu bastante atenção favorável. De 1782 a 1787, publicou sua obra mais conhecida, Volksmärchen der Deutschen, uma coletânea de contos de fadas alemães. Mesmo nesta série de contos — cuja substância Musäus recolheu entre o povo — ele não conseguiu se abster da sátira. As histórias, portanto, carecem da simplicidade característica do folclore genuíno. Em 1785, foi publicado Freund Heins Erscheinungen in Holbeins Manier, ilustrado por Johann Rudolph Schellenberg, com explicações em prosa e verso de autoria de Musäus. Ele foi impedido de completar uma coletânea de histórias intitulada Straussfedern (embora um volume tenha sido publicado em 1787) por conta de sua morte, ocorrida em 28 de outubro de 1787, aos 52 anos, em Weimar, onde está sepultado no Jacobsfriedhof.

## Trabalhos
- Grandison der Zweite, oder Geschichte des Herrn von N***. 1760–1762, romance epistolar de três volumes parodiando o romance sentimental History of Sir Charles Grandison por Samuel Richardson (publicado anonimamente no início). online
- Das Gärtnermädchen von Vincennes. 1771, Libretto, libreto que traduzido em ópera pelos compositores Franz Andreas Holly e Ernst Wilhelm Wolf (1774)
- Physiognomische Reisen. 1778/1779, romance satírico dirigido contra Johann Kaspar Lavater e seus ensinamentos fisionômicos, superstição e obscurantismo. Vol.1 online, Vol.2, Vol.3, Vol.4
- Der deutsche Grandison, auch eine Familiengeschichte. 1781/1782, Zweibändige Umarbeitung seines 1762 veröffentlichten Grandison-Romans. Vol.1 online, Vol.2
- Volksmährchen der Deutschen. 1782–1786: Coleção de contos de fadas (melhor: contos de fadas artificiais), lendas e sagas em cinco volumes, que combina elementos populares (mas literários!) e satíricos
  - Volume 1: Die Bücher der Chronika der drei Schwestern, Richilde, Rolands Knappen
  - Volume 2: Legenden von Rübezahl, Die Nymphe des Brunnens
  - Volume 3: Libussa, Der geraubte Schleier, Liebestreue
  - Volume 4: Stumme Liebe, Ulrich mit dem Bühel, Dämon Amor
  - Volume 5: Melechsala, Der Schatzgräber, Die Entführung
- Volksmährchen der Deutschen. Com xilogravuras baseadas em desenhos originais. – Leipzig : Mayer e Wigand, 1842. online
- Freund Hein's Erscheinungen in Holbein's Manier. Com 25 gravuras de Johann Rudolph Schellenberg. Winterthur, bey Heinrich Steiner e Comp. 1785. Versos rimados. books.google
- Straußfedern. 1787, O primeiro volume de uma coleção de contos deixados inacabados devido à sua morte prematura. online
- Moralische Kinderklapper für Kinder und Nichtkinder. 1794, livro de instruções para crianças. É uma adaptação livre da obra "Hochets moraux" publicada em 1782, escrita pelo francês Monget. Deixou um fragmento devido à morte de Musaeus, seu amigo Bertuch coleta e publica os restos do livro. online